# 南北高速公路西線
南北高速公路西綫（越南语：／，簡稱CT.02）是越南的一條局部通車的高速公路，其採內陸走綫，將與其主綫南北高速公路平行。南北高速公路西綫起自富壽省端雄县，終於湄公河三角洲的堅江省迪石市瀝磊坊，其走綫與歷史悠久的胡志明公路相似。南北高速公路西綫自河靜省至岘港市一段與主綫共綫。

## 歷史

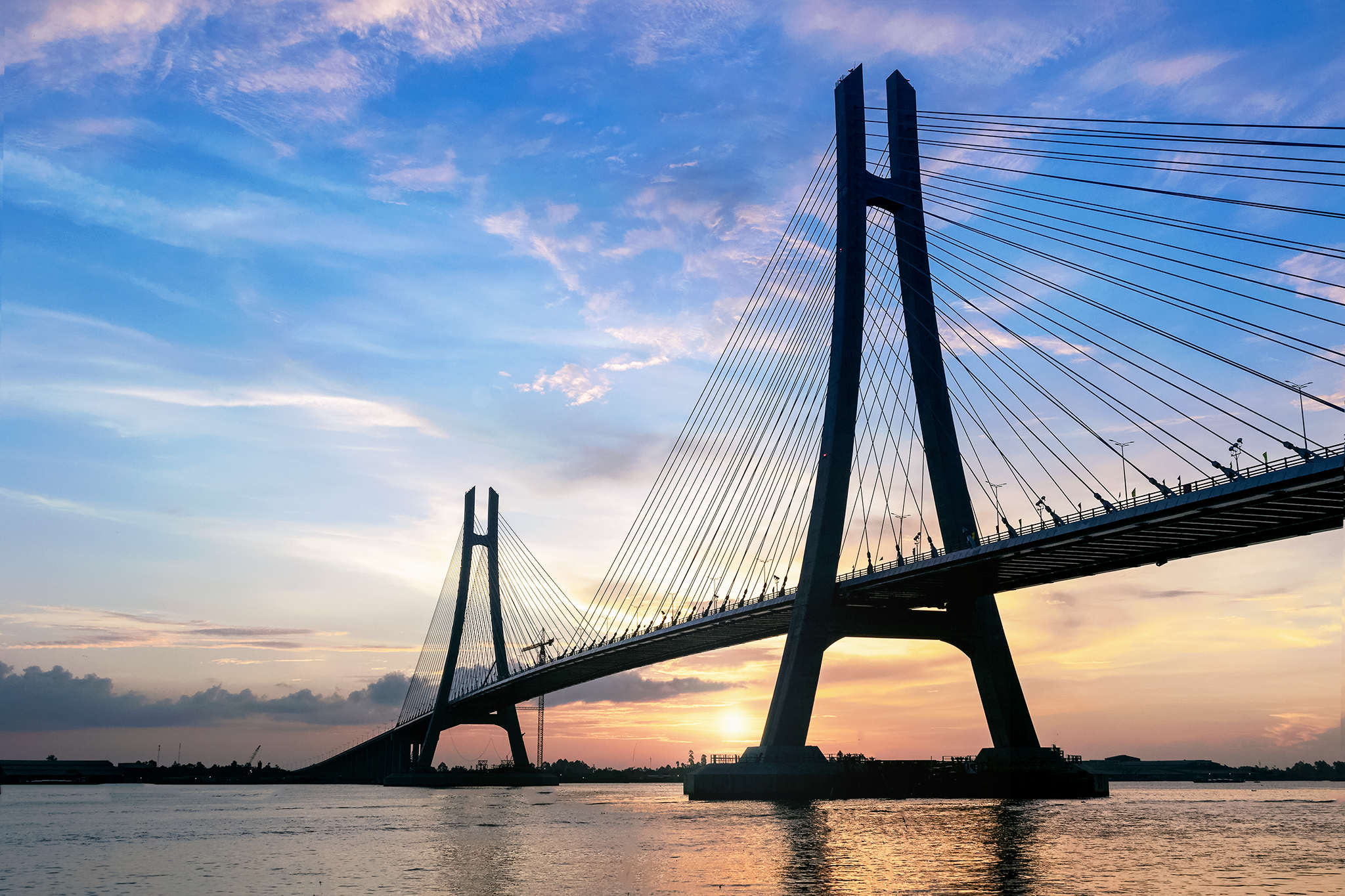
萬貢大橋

南北高速公路西綫高嶺－路矢段於2018年5月連同兩座斜拉橋（越過前江的高岭大桥與越過後江的万贡大桥）一同通車。該兩座大橋取代了原有的渡輪服務，並提供慢速行駛車輛專用的行車綫。
2020年9月30日，越南交通运输部同清化、平顺和同奈等省联合举行南北高速公路三大子项目同步开工仪式。梅山至45号国道项目在清化省河中县开工，永好至潘切项目在平顺省绥丰县开工，潘切至油曳项目在同奈省隆庆市开工。
南北高速公路西綫路矢－瀝磊段於2021年1月以2綫雙程主幹道規格通車，留待日後升級為完整高速公路標準。南北高速公路西綫路矢－瀝磊段造價63,550億越南盾，部分工程費用出自大韩民国政府的發展貸款。